# Les Moitiers-d’Allonne
Les Moitiers-d’Allonne település Franciaországban, Manche megyében. Lakosainak száma 730 fő (2022. január 1.). Les Moitiers-d’Allonne Baubigny, Barneville-Carteret, La Haye-d’Ectot, Sénoville és Sortosville-en-Beaumont községekkel határos.

## Népesség
A település népességének változása:
| Lakosok száma | 515  | 538  | 597  | 660  | 671  | 661  | 690  | 711  | 716  | 730  |
|               | 1968 | 1982 | 1990 | 2006 | 2013 | 2015 | 2017 | 2019 | 2020 | 2022 |